# Стаулин (Белуно)
Стаулин (итал. Staulin) је насеље у Италији у округу Белуно, региону Венето.
Према процени из 2011. у насељу је живело 26 становника. Насеље се налази на надморској висини од 1383 м.